# Wahlen in Japan
In Japan finden auf nationaler Ebene folgende Wahlen statt:
- zum Shūgiin, dem Unterhaus, regulär alle vier Jahre, meistens in kürzeren Abständen und
- zum Sangiin, dem Oberhaus, alle drei Jahre. In diesen Wahlen werden jeweils nur die Hälfte der Abgeordneten neu gewählt; die Amtszeit von Abgeordneten im Oberhaus liegt bei sechs Jahren.

Gleichzeitig mit Unterhauswahlen findet oft die Bestätigung der Richter des Obersten Gerichtshofes statt. Darüber hinaus finden Nachwahlen für verstorbene und zurückgetretene Abgeordnete in Wahlkreisen nach Bedarf statt. (Bei durch Verhältniswahl gewählten Abgeordneten oder im Sangiin bei Vakanzen innerhalb von drei Monaten nach regulären Wahlen werden die Vakanzen stattdessen durch Nachrücker gefüllt.)
Auf subnationaler Ebene werden alle vier Jahre die Gouverneure der Präfekturen, die Bürgermeister der Gemeinden und die Präfektur- und Kommunalparlamente gewählt. Viele dieser Wahlen werden in den „einheitlichen Regionalwahlen“ (jap. 統一地方選挙, tōitsu chihō senkyo) in Jahren vor Schaltjahren zusammengefasst. Bei den letzten einheitlichen Regionalwahlen im April 2019 wurden 11 Gouverneure, 41 Präfekturparlamente, über 200 Bürgermeister und über 600 Kommunalparlamente gewählt.
Geregelt sind alle diese Wahlen im 1950 erlassenen „Gesetz über die Wahl zu öffentlichen Ämtern“ (公職選挙法, kōshoku-senkyo-hō), das vorher bestehende Einzelgesetze ersetzte.

## Stimmabgabe

Ein ausgefüllter Musterstimmzettel für den Verhältniswahlwahlkreis bei der [fiktiven/in ferner Zukunft liegenden] „99.“ Sangiin-Wahl

Eine Besonderheit von Wahlen in Japan ist, dass anders als in den meisten anderen Demokratien die Stimmabgabe nicht durch Ankreuzen, Durchstreichen oder ähnliche Markierungen, sondern durch Ausschreiben des Namens des Kandidaten (bzw. der Partei bei der Verhältniswahl) erfolgt. Dies ist einer der Hauptgründe, warum der Wahlkampf in Japan hauptsächlich darin besteht, durch Lautsprecherwagen, Plakate und in persönlichen Begegnungen immer wieder den Namen des Kandidaten zu wiederholen. Einige Politiker schreiben ihren Namen auch in Kana statt in Kanji, um ihren Wählern die Abstimmung zu erleichtern.

### „Proportionale Bruchteilstimmen“
Aus dieser Form der Stimmabgabe und dem japanischen Schriftsystem erwachsen als weitere Besonderheit die „proportionalen Bruchteilstimmen“ (按分票/案分票 ambunhyō), die rechtlich in Artikel 68 des „Gesetzes über die Wahl zu öffentlichen Ämtern“ geregelt sind. Ist eine Stimme wegen Namensgleichheit oder gleicher Schreibung verschiedener Namen nicht eindeutig einem Kandidaten bzw. einer Partei zuzuordnen, so gilt sie nicht als ungültige Stimme, sondern wird – gewichtet mit den Stimmenanteilen unter den voll gültigen Stimmen der betroffenen Kandidaten bzw. Parteien – allen möglicherweise gemeinten Kandidaten bzw. Parteien zugeschlagen. Dabei wird nach der dritten Nachkommastelle gerundet.
Angenommen in einem Wahlkreis kandidieren zum Beispiel die Kandidaten Ichirō Tanaka, Jirō Tanaka und Konata Izumi, die 2000, 1500 und 500 eindeutig zuzuordnende Stimmen erhalten haben. Darüber hinaus steht auf 100 Stimmzetteln nur Tanaka. Dann werden Ichirō Tanaka davon 100×2000÷3500=57,143 Stimmen und Jirō Tanaka 100×1500÷3500=42,857 zugeschlagen. Das offizielle Endergebnis lautet demnach: Ichirō Tanaka 2.057,143 Stimmen, Jirō Tanaka 1.542,857 Stimmen und Konata Izumi 500,000 Stimmen. Die Gesamtsumme der (in diesem Fall 4.100) abgegebenen Stimmen bleibt also bis auf kumulierte Rundungsfehler erhalten.

## Wahlrecht
Das aktive Wahlrecht haben seit 2016 alle japanischen Staatsbürger, die das 18. Lebensjahr vollendet haben.
Passives Wahlrecht für das Shūgiin, für Bürgermeister, für Präfektur- und Kommunalparlamente erhalten alle Männer und Frauen mit dem vollendeten 25. Lebensjahr, Kandidaten für das Sangiin sowie für das Gouverneursamt in den Präfekturen müssen das 30. Lebensjahr vollendet haben.

### Wahlrecht für Ausländer

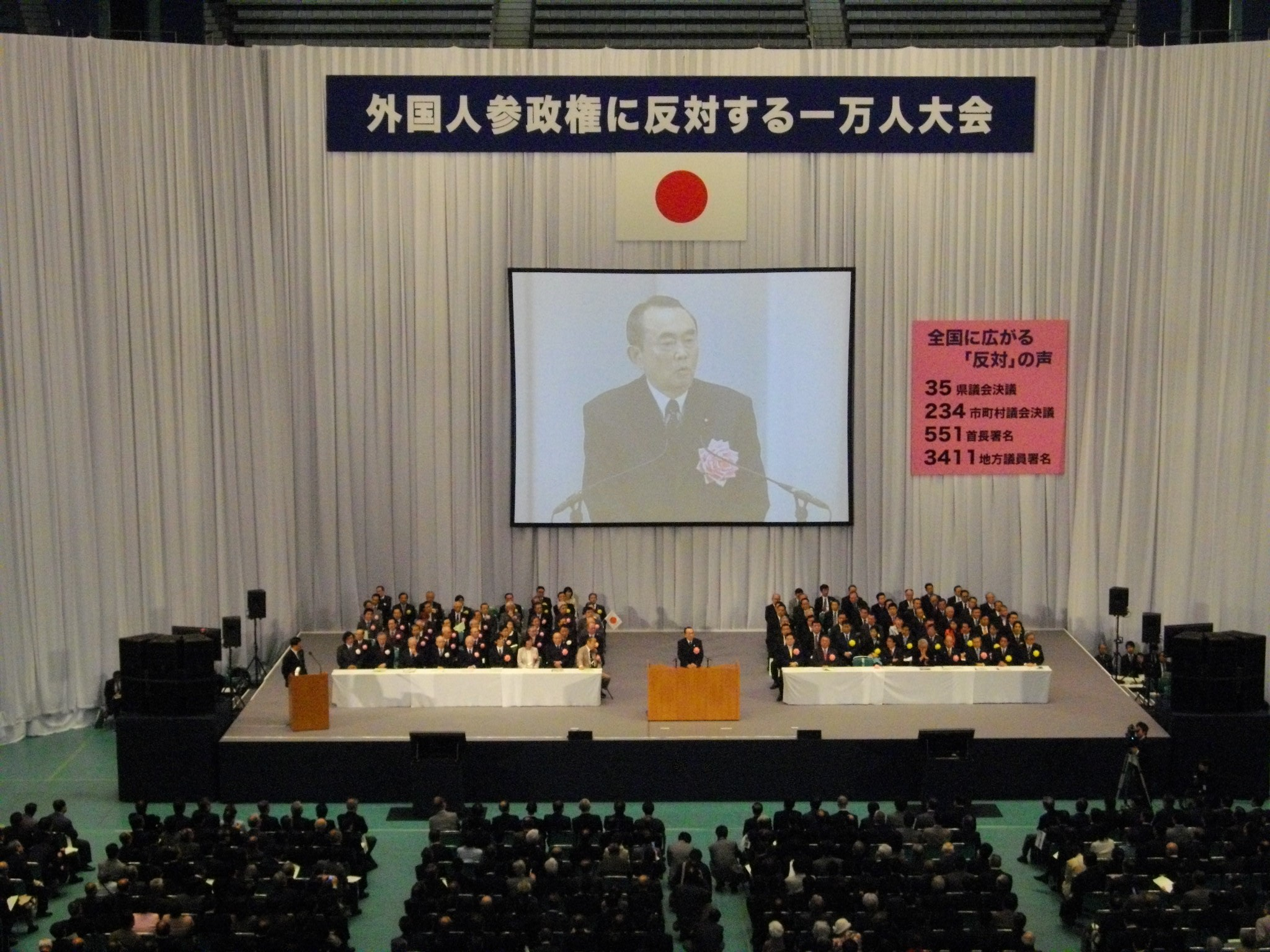
Großkundgebung im April 2010 gegen das Ausländerwahlrecht unter Teilnahme führender konservativer Politiker wie Tadamori Ōshima, Takeo Hiranuma, Yoshimi Watanabe und Shizuka Kamei

Nach Auffassung des Obersten Gerichtshofes würde es gegen die Verfassung verstoßen, Ausländern die Teilnahme an Wahlen auf nationaler Ebene zu gestatten. Dagegen ist es nicht verfassungswidrig, dies bei Wahlen auf niedrigerer Ebene (z. B. Stadträte) zu erlauben. Darüber kann der Gesetzgeber frei entscheiden.
Ein erster Gesetzentwurf über das Kommunalwahlrecht für Ausländer wurde 1998 von der Kōmeitō gemeinsam mit der Demokratischen Partei (DPJ) eingebracht, aber nicht verabschiedet. Die DPJ lancierte 2000 einen erneuten erfolglosen Vorstoß. Seit 1999 arbeitet die Kōmeitō mit der Liberaldemokratischen Partei (LDP) in der Regierung zusammen; die Koalitionsvereinbarung sah eigentlich die Umsetzung des Ausländerwahlrechts vor. Innerhalb der LDP gibt es jedoch verschiedene Stimmen, die das Ausländerwahlrecht strikt ablehnen oder auf bestimmte Gruppen (Bürger der ehemaligen Kolonien Korea und Taiwan) beschränken wollen. Nachdem 2005 im Nachbarland Südkorea das Kommunalwahlrecht für Ausländer eingeführt worden war und 2007 die DPJ im Sangiin die Mehrheit gewonnen hatte, wurde das Thema erneut diskutiert. Ein Kōmeitō-Entwurf aus dem Jahr 2005 kam wieder nicht durch das Parlament. Das Gesetz hätte registrierten Ausländern über 20 aus solchen Staaten, in denen Ausländer vergleichbare Rechte besitzen, die Möglichkeit gegeben, an Wahlen auf Präfektur- und Kommunalebene teilzunehmen.
Nach der Regierungsübernahme der Demokratischen Partei 2009 hatte Generalsekretär Ichirō Ozawa angekündigt er wolle 2010 versuchen einen Gesetzentwurf ins Parlament einzubringen, das dauerhaft in Japan lebenden Ausländern das Präfektur- und Kommunalwahlrecht einräumt. Allerdings ist der Koalitionspartner der Demokraten, die Neue Volkspartei, gegen ein solches Gesetz.
Bei Volksabstimmungen in einigen Gemeinden, deren Regeln die Kommunen selbst beschließen können, sind ausländische Einwohner bereits stimmberechtigt. Außerdem durften schon vor der allgemeinen Absenkung des Wahlalters 2016 in einigen Gemeinden Minderjährige ab 18 Jahren an Volksabstimmungen teilnehmen.

## Wahlsystem und Wahlkreise

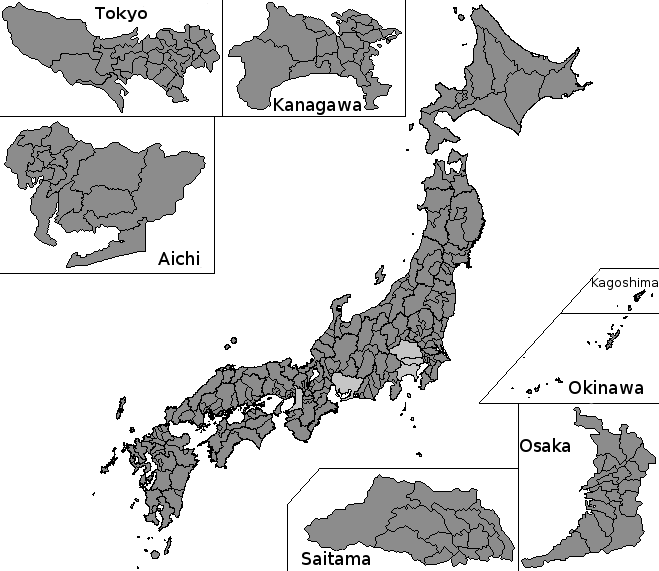
Wahlkreiseinteilung Japans für das Unterhaus seit 1996

Die elf Wahlkreise („Blöcke“) für die 176 Mandate (Stand 2021) der 1996 eingeführten Verhältniswahl zum Unterhaus

Das im Japan der Nachkriegszeit meist verwendete Wahlsystem war das der nicht übertragbaren Einzelstimmgebung, das ab 1947 zunächst für beide Kammern des nationalen Parlaments sowie für Präfektur- und Kommunalparlamente zum Einsatz kam. Es war bereits im Kaiserreich seit 1928 für die Wahl des nationalen Unterhauses verwendet worden. Allerdings werden in Japan bei vielen Wahlen nicht ausschließlich Mehr-, sondern gleichzeitig auch Einmandatswahlkreise verwendet, in denen die nicht übertragbare Einzelstimmgebung identisch zu einfacher Mehrheitswahl wird. Als das nationale Unterhaus noch nach nicht übertragbarer Einzelstimmgebung gewählt wurde, gab es dort nur einen einzigen Einmandatswahlkreis von der Rückgabe der Amami-Inseln bis 1990; im nationalen Oberhaus spielen die Einmandatswahlkreise dagegen oft eine wahlentscheidende Rolle, da sich die großen Parteien die Mandate in den Mehrmandatswahlkreisen, darunter früher viele Zweimandatswahlkreise, sowie bei der Verhältniswahl meist teilen, während es durch geringe Stimmenverschiebungen möglich ist einen Großteil der Einmandatswahlkreise zu gewinnen.
| Institution | Institution                                                            | Wahlsystem und Wahlkreise | Wahlperiode (alle unabhängig voneinander/nicht synchronisiert)             |
| --- | ---------------------------------------------------------------------- | --- | -------------------------------------------------------------------------- |
| Auf Nationalebene parlamentarisches Regierungssystem: Der Exekutivchef (Premierminister) wird indirekt vom Parlament gewählt   |                                                                        | |                                                                            |
| 465 Mitglieder des Abgeordnetenhauses (Shūgiin giin) (Unterhaus des Nationalparlaments)                                        | 289 Mitglieder                                                         | relative Mehrheitswahl in 289 Einmandatswahlkreisen                                                                                          | 4 Jahre (maximal, in der Regel kürzer)                                     |
| 465 Mitglieder des Abgeordnetenhauses (Shūgiin giin) (Unterhaus des Nationalparlaments)                                        | 176 Mitglieder                                                         | D’Hondt-Verhältniswahl in 11 Mehrmandatswahlkreisen                                                                                          | 4 Jahre (maximal, in der Regel kürzer)                                     |
| 248 Mitglieder des Rätehauses (Sangiin giin) (Oberhaus des Nationalparlaments)                                                 | 2×74 Mitglieder                                                        | nicht übertragbare Einzelstimmgebung (SNTV) in 45 Ein- und Mehrmandatswahlkreisen (SNTV in einem Einmandatswahlkreis=relative Mehrheitswahl) | 6 Jahre (alternierend gestaffelte Teilwahlen: alle 3 Jahre 124 Mitglieder) |
| 248 Mitglieder des Rätehauses (Sangiin giin) (Oberhaus des Nationalparlaments)                                                 | 2×50 Mitglieder                                                        | D’Hondt-Verhältniswahl mit Vorzugsstimme in 1 landesweiten Mehrmandatswahlkreis                                                              | 6 Jahre (alternierend gestaffelte Teilwahlen: alle 3 Jahre 124 Mitglieder) |
| In Präfekturen und Gemeinden Präsidialsystem: Exekutivchef und Parlament werden unabhängig voneinander direkt vom Volk gewählt |                                                                        | |                                                                            |
| Gouverneur (to-/dō-/fu-/ken-chiji) (Verwaltungschef einer Präfektur)                                                           | Gouverneur (to-/dō-/fu-/ken-chiji) (Verwaltungschef einer Präfektur)   | relative Mehrheitswahl in 1 präfekturweiten Wahlkreis                                                                                        | 4 Jahre                                                                    |
| Mitglieder eines Präfekturparlaments (to-/dō-/fu-/ken-gikai giin)                                                              | Mitglieder eines Präfekturparlaments (to-/dō-/fu-/ken-gikai giin)      | nicht übertragbare Einzelstimmgebung in Ein- und Mehrmandatswahlkreisen                                                                      | 4 Jahre                                                                    |
| Bürgermeister (shi-/ku-/chō-/son-chō) (Verwaltungschef einer Gemeinde)                                                         | Bürgermeister (shi-/ku-/chō-/son-chō) (Verwaltungschef einer Gemeinde) | relative Mehrheitswahl in 1 gemeindeweiten Wahlkreis                                                                                         | 4 Jahre                                                                    |
| Mitglieder eines Gemeindeparlaments (shi-/ku-/chō-/son-gikai giin)                                                             | Mitglieder eines Gemeindeparlaments (shi-/ku-/chō-/son-gikai giin)     | nicht übertragbare Einzelstimmgebung in meist nur einem gemeindeweiten Mehrmandatswahlkreis                                                  | 4 Jahre                                                                    |

### Shūgiin
Das Wahlsystem für die heute 465 (1996–2000: 500, 2000–2014: 480, 2014–2017: 475) Abgeordneten im Unterhaus des nationalen Parlaments wurde 1994 grundlegend reformiert: Nun werden in einem Grabenwahlsystem mit zwei Stimmen 289 Abgeordnete in Einmandatswahlkreisen nach einfachem Mehrheitswahlrecht gewählt, 176 weitere Mandate werden in 11 regionalen Verhältniswahlwahlkreisen („Blöcken“) nach Parteilisten gewählt, die Verhältniswahlsitze werden nach dem D’Hondt-Verfahren vergeben. Die Einmandatswahlkreise begünstigen das Entstehen eines klaren Zweiparteiensystems; aber die Verhältniswahlblöcke erlauben es auch kleineren Parteien, Mandate zu gewinnen. Die Wahlrechtsreform war eines der Hauptziele der Anti-LDP-Koalition (Kabinette Hosokawa und Hata) 1993/94 gewesen, ihr Gesetzentwurf hatte eine landesweite Verhältniswahl vorgesehen; aber mit der Großen Koalition und der Rückkehr der LDP in die Regierung (Kabinett Murayama) wurde die Aufteilung in regionale „Blöcke“ vorgenommen, die es kleineren Parteien erschwert, Sitze zu gewinnen – im kleinsten Block Shikoku werden nur sechs Mandate insgesamt vergeben. Für eine Liste der Verhältniswahlblöcke und Einmandatswahlkreise, siehe Liste der Wahlkreise zum Shūgiin; die Wahlkreisgrenzen folgen meist (teilweise ehemaligen) Gemeindegrenzen oder in Großstädten (seirei shitei toshi) den Grenzen von Stadtbezirken. Die Wahlperiode für das Unterhaus beträgt vier Jahre, allerdings kam es in der Nachkriegsgeschichte mit Ausnahme von 1976 immer vor dem Ende der Legislaturperiode zu Neuwahlen.
Politischen Parteien, die die nötigen Voraussetzungen erfüllen (siehe Politische Parteien in Japan#Gesetzliche Regelungen) ist es erlaubt, Kandidaten gleichzeitig in einem Wahlkreis und auf einer Verhältniswahlliste zu nominieren. In diesem Fall können sie (müssen aber nicht) einige oder alle dieser Doppelkandidaten auf denselben Listenplatz ihrer Verhältniswahlliste setzen. Nachdem Wahlkreissieger von der Liste gestrichen wurden – sie können nicht noch einmal über die Verhältniswahl gewählt werden –, entscheidet die sekihairitsu (wörtlich die „Quote der knappen Niederlage“) über die Reihenfolge der Listenkandidaten. Sie berechnet sich aus den Wahlkreisstimmen des Kandidaten geteilt durch die Stimmenzahl des Wahlkreissiegers. Die gleich platzierten Listenkandidaten werden dann absteigend nach der sekihairitsu geordnet. Die Reihenfolge gilt auch für mögliche Nachrücker. Dieses System ermöglicht Wahlkreisverlierern, dennoch gewählt zu werden („Wiederauferstehung“) und zwar in Abhängigkeit von ihrem Wahlkreiserfolg: Diejenigen, die nur eine „knappe Niederlage“ erlitten haben, werden zuerst gewählt. Das Grabenwahlsystem ist davon unberührt: Die Wahlkreisstimmen entscheiden nur mit über die Reihenfolge von Listenkandidaten, nicht aber über die Zahl der gewählten Verhältniswahlkandidaten; und anders als bei der Verhältniswahl für das nationale Oberhaus haben Wähler keine direkte Einflussmöglichkeit darauf, wer über die Verhältniswahl gewählt wird.

### Sangiin
Die heute 242 Mitglieder des Oberhauses des nationalen Parlaments werden in Teilwahlen gewählt: Alle drei Jahre wird die Hälfte der Kammer für sechsjährige Amtszeiten gewählt. Auch bei Oberhauswahlen kommt ein Grabenwahlsystem mit zwei Stimmen zum Einsatz: Von den 124 zu wählenden Abgeordneten werden 74 durch nicht übertragbare Einzelstimmgebung in Mehr- und Einmandatswahlkreisen gewählt, dabei dienen meist die Präfekturen als Wahlkreise (siehe Liste der Wahlkreise zum Sangiin); seit 2016 gibt es zwei kombinierte Wahlkreise aus jeweils zwei Präfekturen. Die übrigen 50 Abgeordneten werden durch eine landesweite Verhältniswahl über Parteilisten per D’Hondt-Verfahren. Die Verhältniswahl für das Oberhaus war 1983 eingeführt worden, davor wurden an ihrer Stelle in einem landesweiten Wahlkreis ebenfalls Personen und nicht Listen durch nicht übertragbare Einzelstimmgebung gewählt. Gleichzeitige Kandidaturen in einem Präfekturwahlkreis und über die nationale Verhältniswahl sind ausgeschlossen.
Seit der Wahl 2001 gibt es bei der Verhältniswahl eine Vorzugsstimme für Verhältniswahlkandidaten, die Stimmenzahl entschied alleine über die Reihenfolge von Kandidaten auf Verhältniswahllisten, einschließlich der Reihenfolge von möglichen Nachrückern (most open list). Ab der Wahl 2019 können Parteien aber in einem sogenannten tokutei-waku (特定枠, etwa „Spezialrahmen“) geschützte Kandidaten von der Vorzugswahl ausnehmen.

### Kizokuin
Das Sangiin ersetzte unter der Nachkriegsverfassung 1947 das Kizokuin, das bisherige Oberhaus des Reichstages, das aus erblichen und vom Tennō ernannten Mitgliedern bestand. Ein Teil der ernannten Mitglieder wurde durch Wahlen bestimmt. Diese Wahlen – unter Spitzensteuerzahlern, den drei unteren Adelsrängen und ab 1925 der Akademie der Wissenschaften – fanden ab 1890 alle sieben Jahre statt. Bei der Wahl der Vertreter der Spitzensteuerzahler fungierten die Präfekturen als Wahlkreise.

### Präfekturen und Gemeinden
Gouverneure und Bürgermeister werden für vierjährige Amtszeiten durch einfache Mehrheitswahl bestimmt.
Präfektur- und Kommunalparlamente werden durch nicht übertragbare Einzelstimmgebung in Mehr- und Einmandatswahlkreisen gewählt. Als Wahlkreise für Präfekturparlamente dienen meist Stadtbezirke von Großstädten (seirei shitei toshi), ansonsten Gemeinden – manchmal mehrere in einem Wahlkreis – und die ehemaligen Landkreise. Für Kommunalparlamente bilden die meisten Gemeinden einen einzigen Wahlkreis, in den 20 Großstädten dienen die Stadtbezirke als Wahlkreise. Die Wahlperiode beträgt vier Jahre.
Präfekturparlamente bestehen seit 1878, Kommunalparlamente seit 1880 und damit länger als das nationale Parlament. Die Wahlen fanden anfangs unter strengem Zensus und teilweise zusätzlich unter Dreiklassenwahlrecht bzw. Zweiklassenwahlrecht statt. Bürgermeister wurden im Kaiserreich, wo überhaupt, indirekt gewählt, Gouverneure ernannt.

#### denaoshi senkyo
Wenn ein Gouverneur oder Bürgermeister aus eigenem Antrieb (nicht durch Misstrauensvotum des Parlaments oder Recall erzwungen) zurücktritt und bei der Neuwahl selbst wieder kandidiert, so erfolgt diese Neuwahl nach besonderen Regeln und wird denaoshi senkyo (出直し選挙 etwa „Neuanfangs- oder Rückkehrwahl“) genannt. Wird bei einer solchen Wahl der zurückgetretene Amtsinhaber wieder gewählt, so läuft seine neue Amtszeit nicht für volle vier Jahre, sondern nur für die Restlaufzeit der vorherigen Amtszeit, von der er zurückgetreten ist. Die nächsten Neuwahlen erfolgen dann also wieder im alten Wahlzyklus. Gewinnt aber ein anderer Kandidat, so ist dieser für volle vier Jahre gewählt. Rechtliche Grundlage ist Artikel 259/2 des Wahlgesetzes. Zu einer solchen Wahl kam es in einem prominenten, jüngeren Beispiel 2011 in der Großstadt Nagoya, als Bürgermeister Takashi Kawamura in einem politischen Konflikt mit dem Stadtparlament über Steuersenkungen zurücktrat. Er gewann die denaoshi-Bürgermeisterneuwahl; die nächste reguläre Bürgermeisterwahl fand dann schon 2013 statt, als seine ursprüngliche Amtszeit von 2009 auslief.

### Gleichheit der Wahl
Die Wahlkreise haben unterschiedlich viele Wähler. Dies führt dazu, dass in weniger dicht besiedelten Wahlkreisen eine Stimme mehr Einfluss auf die Zusammensetzung des Parlamentes hat als in Wahlkreisen mit größerer Bevölkerungsdichte. Das Problem wird in Japan mit dem Ausdruck ippyō no kakusa (一票の格差), wörtlich „der Unterschied einer Stimme“, zusammengefasst.
Die damit verbundenen Fragen haben für die Wahlen zum nationalen Parlament zu einer Vielzahl von Entscheidungen des Obersten Gerichtshofes geführt, die in einigen Fällen die Verfassungswidrigkeit der Wahlkreiseinteilung festgestellt haben. Allerdings wurde bisher noch keine Wahl aus diesem Grund für ungültig erklärt; vielmehr bleibt dem Gesetzgeber jeweils eine angemessene Frist, die Ungleichheit zu beseitigen.
Nach der Shūgiin-Wahl 2012 erklärten mehrere Obergerichte die Wahl in einigen Wahlkreisen erstmals nicht nur für verfassungswidrig, sondern auch für ungültig, aber der Oberste Gerichtshof befand die Wahl später für gültig. Die Sangiin-Wahl 2016 war nach fünf verfassungswidrigen Wahlen in Folge die erste nationale Wahl, die der OGH für verfassungskonform hielt. Bisherige nach Urteil des Obersten Gerichtshofes verfassungswidrige Ungleichgewichte bestanden bei den Shūgiin-Wahlen 1972 (4,99), 1980 (3,94), 1983 (4,40), 1990 (3,18) und nach der Einführung der Einmandatswahlkreise 2009 (2,30), 2012 (2,43) und 2014 (2,13) sowie für das Sangiin bei den Wahlen 1992 (6,59), 2010 (5,00) und 2013 (4,77).
Im September 2017 bestanden die maximalen Stimmungleichgewichte:
- für das Abgeordnetenhaus zwischen den Wahlkreisen Tokio 13 mit 474.118 Wahlberechtigten und Tottori 1 mit 239.097, ein Verhältnis von 1,98, und
- für das Rätehaus zwischen den Präfekturwahlkreisen Saitama mit 1.018.511 Wahlberechtigten pro Abgeordnetem und Fukui mit 327.300 Wahlberechtigten pro Abgeordneten, ein Stimmgewichtsverhältnis von 3,11.

## Organisation und Aufsicht
Die Aufsicht über Wahlen führen die Wahlaufsichtskommissionen (senkyo kanri iinkai, 選挙管理委員会). Auf nationaler Ebene existiert die zentrale Wahlaufsichtskommission (chūō senkyo kanrikai) zur Organisation der Volksabstimmung über die Richter des Obersten Gerichtshofes und eines Teils (Verhältniswahl) der Wahlen zu beiden Kammern des nationalen Parlaments. Ihre fünf Mitglieder werden für eine dreijährige Amtszeit vom Premierminister bestimmt, sie müssen das passive Wahlrecht zum Sangiin haben und dürfen nicht Abgeordnete sein. Alle übrigen Wahlen und Abstimmungen werden von den örtlichen Wahlaufsichtskommissionen in Präfekturen, Gemeinden und den Stadtbezirken von Großstädten (seirei shitei toshi) beaufsichtigt. Diese haben jeweils vier Mitglieder, die vom jeweiligen Präfektur- oder Kommunalparlament für eine Amtszeit von vier Jahren gewählt werden. Präfektur- und kommunale Wahlaufsicht können von den Bürgern zum Gegenstand eines Recalls gemacht werden.
Für jede einzelne Wahl werden von der Wahlaufsichtskommission ein Wahlausschuss (senkyokai) und ein Wahlleiter (senkyochō) bestimmt. Diese sammeln und überprüfen die Ergebnisse, die die „Auszählungsaufseher“ (kaihyō kanrisha) aus den Wahllokalen übermitteln. Die Abstimmung selbst wird von „Abstimmungsaufsehern“ (tōhyō kanrisha) organisiert. Schließlich gibt es zur Kontrolle drei Arten von „Zeugen“ oder „Beobachtern“ (tachainin), tōhyō tachiainin bei der Abstimmung, kaihyō tachiaiinin bei der örtlichen Auszählung und senkyo tachiainin bei der Feststellung des Wahlsiegers und des Gesamtergebnisses.